# Alekséi Grigoriev
Alekséi Grigoriev (19 de julio de 1987) es un atleta ruso especializado en marcha atlética. 
Grigoriev consiguió la medalla de bronce en la Copa del Mundo de Marcha Atlética disputada en la ciudad de La Coruña en 2006, quedando por detrás de su compatriota Serguéi Morozov y del español Miguel Ángel López.

## Mejores marcas personales
| Mejores marcas personales | Mejores marcas personales | Mejores marcas personales | Mejores marcas personales |
| Distancia                 | Tiempo                    | Lugar                     | Fecha                     |
| ------------------------- | ------------------------- | ------------------------- | ------------------------- |
| 10.000 m.                 | 40:53.5                   | Saransk, Rusia            | 19 de junio de 2005       |
| 10 km.                    | 40:36                     | Ádler, Rusia              | 13 de marzo de 2005       |
| 20 km.                    | 1h:25:03                  | Ádler, Rusia              | 17 de febrero de 2007     |
| PC - Pista Cubierta       |                           |                           |                           |